# Orce
Orce er en by og kommune i det sydøstlige Spanien i provinsen Granada. Den har et indbyggertal på 1.148 (2024) indbyggere.